# تونی بنت
آنتونی دومینیک بندتو (به انگلیسی: Anthony Dominick Benedetto) (۳ اوت ۱۹۲۶ – ۲۱ ژوئیهٔ ۲۰۲۳) خواننده مشهور آمریکایی بود. وی یکی از ستاره‌های برجسته پاپ کلاسیک آمریکا در میانه قرن بیستم بود، و به گفته خودش «به‌دنبال خلق مجموعه‌ای از آثار به یاد ماندنی بود و نه تک ترانه‌های پرفروش».
تونی بنت که چندین دهه از برجسته‌ترین خواننده‌های پاپ کلاسیک آمریکایی بود و با تبحری کم‌نظیر معیارهای نوینی در این ژانر خلق کرد
بنت با صدای تنور خود که در ادامه زندگی به باریتون کشیده شد، ترانه‌سرایی پاپ سنتی را در دوره راک ادامه داد. آثاری همچون «به خاطر تو» و «قلب سرد سرد»، وی را به عنوان خواننده پاپ در اوایل دههٔ ۱۹۵۰ مطرح کرد. یک دهه بعد وی با ترانه «من قلبم را در سانفرانسیسکو جا گذاشتم» و دیگر ترانه‌ها، به عنوان یکی از پیشتازان پاپ کلاسیک شناخته شد. در دههٔ ۱۹۷۰، مانند بسیاری از دیگر خوانندگان هم‌دوره خود، به موسیقی جاز روی آورد. اما در دهه ۱۹۸۰ او با اجرای فوق‌العاده خود در ام‌تی‌وی که منجر به یک آلبوم طلایی و گرمی سال در ۱۹۹۴ شد، به سوی موسیقی تجاری بازگشت.

## زندگی‌نامه
وی با نام اصلی آنتونی دومینیک بندتو در ۳ اوت ۱۹۲۶ در محله کوئینز نیویورک سیتی متولد شد او نه فقط در میان علاقمندانش بلکه در میان هنرمندان دیگر نیز محبوبیت فراوانی داشت. تعدادی از برجسته‌ترین ستاره‌های موسیقی پاپ آمریکا در شش دهه اخیر، از فرانک سیناترا گرفته تا لیدی گاگا، از ستایشگران او بوده و هستند. تونی بنت در اجرای ترانه‌ها، سبک منحصر به فردی داشت که الهام‌بخش موسیقی خلق‌شده توسط آهنگسازان و ترانه‌سرایان بزرگ هم‌عصر خود از جمله جورج گرشوین، کول پورتر و اروینگ برلین بود. برخلاف دوست و استادش فرانک سیناترا، او موسیقی را در وجود خود محبوس نمی‌کرد بلکه آن را با صدایش ترجمه می‌کرد. زندگی شخصی و رفتارش نیز با فرانک سیناترا که بسیار پرماجرا و جنجالی بود کاملاً فرق داشت. تونی بنت در مصاحبه‌ای گفته بود خواننده‌ای با صدای «تنور» است که می‌کوشد با صدای باریتون بخواند. به همین خاطر در اجرای دل‌نوازانه ترانه‌های عاشقانه استاد بود و در عین حال به خوبی می‌توانست ترانه‌های با ضرب آهنگ بالا را اجرا کند.

او در مصاحبه‌ای در سال ۲۰۰۶ گفت: 
«من از سرگرم کردن مخاطبان و کمک به آن‌ها برای فراموش کردن مشکلات لذت می‌برم. فکر می‌کنم که مردم از هنرنمایی صادقانه با کمی شوخ‌طبعی واقعاً لذت می‌برند. دوست دارم که مردم از اجراهای من لذت ببرند.»
تونی بنت در دهه ۱۹۵۰ میلادی با ترانه‌هایی نظیر «به خاطر تو» و «قلب سرد سرد» جای خود را در موسیقی پاپ کلاسیک آمریکا باز کرد و در دهه ۱۹۶۰ میلادی با ترانه‌های جاودانه‌ای نظیر «قلبم را در سانفرانسیسکو جا گذاشتم» به شهرت رسید.
او نه تنها از انفجار موسیقی راک در اواخر دهه ۱۹۶۰ میلادی و شکوفایی آن در دهه‌های بعد جان سالم به در برد، بلکه موقعیت ویژه خود در موسیقی پاپ آمریکا را حفظ کرد و در دهه‌های بعد با هنرمندانی همکاری کرد که هم‌سن نوه‌های او بودند. در دهه هفتاد میلادی همچون بسیاری از خوانندگان هم دوره خود موسیقی جز را نیز تجربه کرد ولی بعد به مسیر اصلی خود که برخی آن را «پاپ عامه‌پسند» می‌دانند در قالب ترانه‌های کلاسیک بازگشت. در چهل و چند سالگی به نظر می‌رسید که سبک او برای همیشه از مد افتاده‌است. ولی با کمک پسرش که مدیر برنامه‌های او بود توانست در یک کارزار تبلیغاتی موفق در میان نسل جوان دهه ۱۹۹۰ که به نسل «ام‌تی‌وی» شهرت داشت به محبوبیت برسد.
در سال ۲۰۱۴ و در ۸۸ سالگی، رکورد قبلی خودش را (به عنوان سالمندترین خواننده زنده) شکست و ترانه «گونه به گونه» که با لیدی گاگا اجرا کرده بود به صدر جدول پر فروش‌ترین ترانه‌های پاپ آمریکا رسید.
در سال ۲۰۱۱ نیز آلبوم او با عنوان «هم‌صدایی ۲» شامل اجرای ترانه‌های دو صدایی با خوانندگان جوانی نظیر لیدی گاگا و ایمی واینهاوس در صدر فهرست پرفروش‌ترین‌های موسیقی پاپ آمریکا قرار گرفت. در آخرین آلبوم او به نام «عشق برای فروش» که در سال ۲۰۲۱ وارد بازار شد، ترانه اصلی به نام «شب و روز» باز هم با لیدی گاگا دو صدایی خوانده شده بود.

## بیماری و درگذشت
بنت که از سال ۲۰۱۶ به بیماری آلزایمر مبتلا بود جمعه ۲۱ ژوئیه ۲۰۲۳، دو هفته قبل از نود و ششمین سالگرد تولدش، در نیویورک درگذشت.

## افتخارات
او طی هفت دهه فعالیت بیش از ۷۰ آلبوم موسیقی تولید و منتشر کرد و برنده ۱۹ «جایزه گرمی» شد. تمامی این جوایز منهای دو مورد پس از شصت سالگی به او اعطا شد.